# Pierre Karleskind

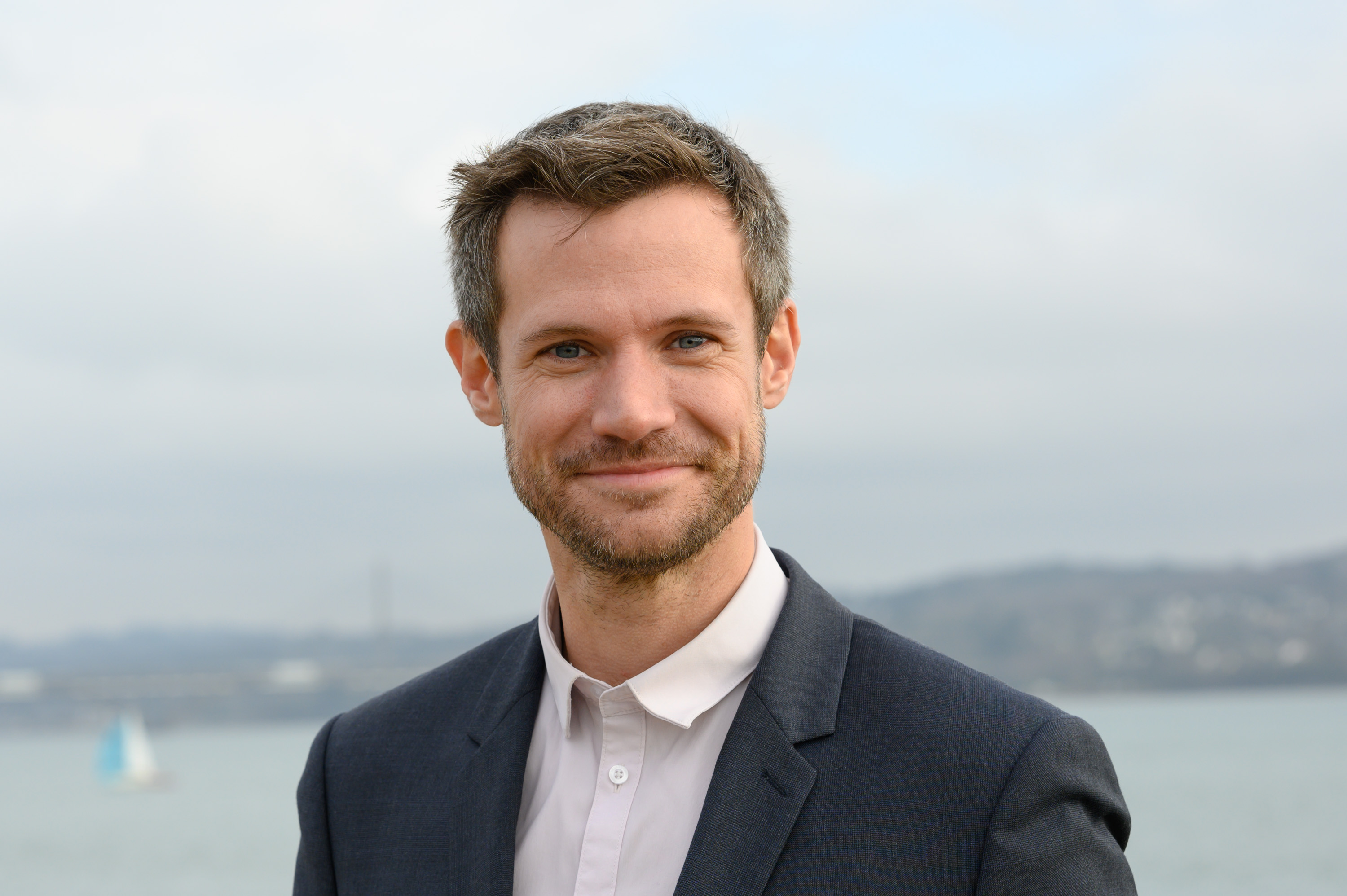
Pierre Karleskind

Pierre Karleskind (geboren am 19. Oktober 1979 in Melun) ist ein französischer Ozeanograph und Politiker, der 2019 zum Europaabgeordneten gewählt wurde.

## Biographie

### Ausbildung
Pierre Karleskind wurde am 19. Oktober 1979 in Melun geboren.
Während seines Studiums an der École polytechnique von 2000 bis 2004 leistete er seinen Nationaldienst an Bord des Hochseeschleppers Tenace mit Heimathafen Brest. Er spezialisierte sich im Rahmen seines Studiums an der École Nationale Supérieure de Technique Avancée (ENSTA ParisTech) auf physikalische Ozeanographie, wo er einen Abschluss als Ingenieur erwarb, und auf biologische Ozeanographie an der Universität Pierre und Marie Curie Paris, wo er 2004 einen DEA (Diplôme d’études approfondies) erhielt.
Im Rahmen seines Studiums überquerte er mit dem Forschungsschiff R/V Melville „mit Fahrradgeschwindigkeit“ den Indischen Ozean, um Mikroalgen zu untersuchen.
2008 promovierte er mit dem Schwerpunkt „Ozeanographie, Meteorologie, Umwelt“ in Meereswissenschaften mit dem Thema: Kohlenstoff-, Sauerstoff- und Nährstoffhaushalt im Nordostatlantik: Einfluss der kleinen und mittleren Skala bei Laurent Mémery am Europäischen Institut für Meeresstudien (IUEM).

### Karriere
Von 2008 bis 2014 war er „Consultant in marine science and technology“ bei Altran Ouest, einer Technologieberatungtochter von Capgemini. Er nahm sein Amt zwischen 2017 und 2018 wieder auf, nachdem François Cuillandre sein Amt als Vizepräsident der Métropole Brest und vor seiner Wahl zum Europaabgeordneten abgegeben hatte.
Vom 28. April 2014 bis zum 11. Dezember 2017 hatte er den Vorsitz des Technopôle Brest Iroise, einer Innovationsagentur für das Département Finistère. Am 9. November 2018 wurde er zum Berater für See- und Küstenangelegenheiten des Präsidenten der Nationalversammlung, Richard Ferrand, ernannt. Er verließ diese Funktion, als er in den Wahlkampf zur Europawahl eintrat.

### Politik
Nach seinem Studium als Polytechniker von seiner Reservepflicht entbunden, trat er 2005 der Sozialistischen Partei (Parti socialiste, PS) bei.
2008 wurde er für die PS-Sektion von Rive Droite in Brest verantwortlich und trat in die Gemeindeliste von François Cuillandre ein. Er diente als Gemeinderat und Stadtrat in Brest, wurde 2010 Regionalrat für die Bretagne, dann der jüngste der bisherigen Vizepräsidenten der Region Bretagne im Jahr 2012. Im Mai 2019 wurde er zum Europaabgeordneten gewählt. 2019–2020 war er erster Vizepräsident der Kommission für Binnenmarkt und Verbraucherschutz des Europäischen Parlaments. Am 19. Februar 2020 wurde zum Vorsitzenden des Fischereiausschusses gewählt, einer strategischen Stelle bei den Verhandlungen nach dem Brexit.
2016 wechselte er zu La République En Marche und arbeitete am Präsidentschaftsprogramm im politischen Komitee der Kampagne von Emmanuel Macron mit. Er wurde zum Referenten von La République En Marche im Finistère ernannt, um die Bewegung auf dem Territorium zu organisieren. In dieser Funktion wurde er 2017 bestätigt. Sie lässt Raum für seine Tätigkeit als Europaabgeordneter, er behält aber seine lokalen Wurzeln mit einem Parlamentsbüro in Brest und seinem Sitz auf dem letzten Platz der „Marchons pour Brest!“-Liste.